# Challenger Britania Zavaleta 2008
Il Challenger Britania Zavaleta 2008 è stato un torneo di tennis facente parte della categoria ATP Challenger Series nell'ambito dell'ATP Challenger Series 2008. Il torneo si è giocato a Puebla in Messico dal 17 al 23 novembre 2008 su campi in cemento e aveva un montepremi di $35 000+H.

## Vincitori

### Singolare
Michael Lammer ha battuto in finale  Rainer Eitzinger per 6–2, 3–6, 6–4.

### Doppio
Nick Monroe /  Eric Nunez hanno battuto in finale  Daniel Garza /  Santiago González per 4–6, 6–3, [10–6].